# Хаитбаев, Фархат
Фарха́т Хаитба́ев (род. 31 декабря 1970, Киргизская ССР, СССР) — советский и киргизский футболист, полузащитник. Выступал за сборную Кыргызстана. Лучший футболист Кыргызстана 1997 года.

## Биография
Воспитанник футбольных секций города Пржевальск (Каракол) и фрунзенского РУОР.
На взрослом уровне дебютировал в 1990 году в клубе «Достук» (Сокулук), провёл в его составе два сезона во второй низшей лиге СССР и полтора сезона в высшей лиге Кыргызстана, сыграв более 100 матчей. Серебряный призёр чемпионата Кыргызстана 1992 года. Позднее выступал за «Иссык-Куль» (Каракол) и «КВТ-Химик» (Кара-Балта).
В 1995 году перешёл в клуб «Кант-Ойл», с которым завоевал чемпионский титул. В 1996 году провёл первую часть сезона в команде из Кара-Балты, затем перешёл в «Металлург» (Кадамжай) и стал с этим клубом чемпионом и финалистом Кубка Кыргызстана. В «золотом матче» за чемпионский титул против бишкекского «АиКа» (1:0) забил решающий гол.
В 1997 году вернулся в Кара-Балту и стал лидером атак местного клуба. В сезоне 1997 года забил 17 голов в 17 матчах, стал лучшим бомбардиром чемпионата, был признан лучшим футболистом и лучшим полузащитником сезона. В 2000 году играл за бишкекский «Полёт», с которым завоевал бронзовую медаль, а последний сезон в профессиональной карьере снова провёл в Кара-Балте.
Всего в высшей лиге Кыргызстана сыграл 203 матча и забил 88 голов. В зачёт Клуба Алмаза Чокморова для футболистов, забивших более 100 голов после провозглашения независимости Кыргызстана, забил 109 голов (в том числе 12 в Кубке, 3 — за сборную, 2 — в Кубке Содружества и 4 — в азиатских клубных турнирах). Свой сотый гол забил в октябре 2000 года в игре «Полёт»-«Манас-Динамо» (8:0), причём в этом матче отличился пять раз.
В национальной сборной Кыргызстана дебютировал 15 апреля 1994 года в игре Кубка Центральной Азии против Таджикистана. Свой первый гол забил 2 февраля 1996 года в ворота Йемена. Всего в 1994—2000 годах сыграл за сборную 17 матчей и забил 3 гола.
После окончания карьеры переехал в Россию, в г. Ижевск. По состоянию на 2018 год работал в местной энергетической компании, принимал участие в ведомственных соревнованиях по мини-футболу.